# Eupithecia maerkerata
Eupithecia maerkerata es una especie de polilla de la familia Geometridae. La especie fue descrita por primera vez por Eduard Schütze, habiendo sido descrita en 1961, con distribución en Emiratos Árabes Unidos. El holotipo de la especie fue descrita en los valles secos del río Wadi al-Jizl a unos 1000 metros (3280,8 pies) de altitud.